# Airalo
Airalo는 eSIM 마켓플레이스이다. 전 세계 200개 이상의 국가 및 지역의 eSIM을 제공하여 여행객이 해외에서 즉시 [인터넷에 접속]할 수 있도록 한다. 2025년 7월 10일 현재 Airalo 앱은 2,000만 명 이상의 사용자를 보유하고 있다. Airalo는 eSIM 관련 업체 최초의 유니콘 기업이 되었다..

## 연혁
Airalo는 2019년에 아브라함 부락과 바하디르 오즈데미르가 설립한 미국에 기반을 둔 [스타트업]이다. Airalo의 목표는 여행객들이 eSIM 기술을 통해 즉각적이고 저렴한 글로벌 연결성을 이용할 수 있도록 하는 것이다.
Airalo는 2019년에 Antler와 인도의 시드 펀드인 Sequoia Capital로부터 190만 달러의 시드 자금을 확보했다. 2021년에는 500만 달러의 시리즈 A 투자를 유치했다. 그리고 2023년에는 6,000만 달러의 시리즈 B 투자를 유치했다. e&(아랍에미리트에 본사를 둔 통신사 에티살랏으로 더 잘 알려짐)의 벤처 부문인 e& Capital이 시리즈 B 라운드를 주도하였으며, 스타트업 '발전소' Antler Elevate, Liberty Global, Rakuten Capital, Singtel Innov8, Surge(이전에 Sequoia Capital India 및 SEA로 알려진 Peak XV가 운영하는 초기 단계 펀드), Orange, T Capital(도이치 텔레콤의 벤처 부문), KPN Ventures, Telefónica Ventures 및 I2BF 글로벌 벤처가 참여하였다.
2025년 7월, Airalo는 시리즈 C 투자 라운드를 성공적으로 마무리하고 총 21억 달러(한화 약 3000억원)를 유치했다고 발표했습니다. 이번 라운드는 CVC 캐피탈 파트너스가 주도했으며, 기존 투자자인 Peak XV와 Antler Elevate도 참여했습니다. 이로써 Airalo는 eSIM 관련 업체 최초의 유니콘 기업(기업 가치 1조원 이상)이 되었다. 